# 血紅密孔菌
血紅密孔菌（学名：Pycnoporus sanguineus），屬多孔菌科一種，是木棲腐生的中小型菇類，該菇類生長於如台灣等地之低中海拔林區，生長期間約是在春夏兩季之間。該種菇類最大特色是烘乾加工後可治療上呼吸道感冒。